# 多讷曼圣马梅斯
多讷曼圣马梅斯（法語：Donnemain-Saint-Mamès，法語發音：[dɔnmɛ̃ sɛ̃ mamɛ]）是法国厄尔-卢瓦省的一个市镇，属于沙托丹区。该市镇总面积12.78平方公里，2009年时的人口为669人。

## 人口
多讷曼圣马梅斯人口变化图示